# Samsung Galaxy F23 5G
Samsung Galaxy F23 5G es un teléfono inteligente basado en Android fabricado por Samsung Electronics. Este teléfono se anunció el 8 de marzo de 2022. Es parte de la serie Samsung Galaxy F. Es uno de los pocos teléfonos 5G de Samsung que tiene una ranura SDXC dedicada.

## Software
Samsung Galaxy F23 5G funciona con Android 13 con One UI 5.